# MetroStars 2002
 Questa voce raccoglie le informazioni riguardanti il MetroStars nelle competizioni ufficiali della stagione 2002.

## Stagione
I MetroStars, guidati da Bob Bradley, terminarono il campionato al 5º posto di Eastern Conference e al 9º nella classifica generale, non riuscendo a qualificarsi ai play-off. Nella U.S. Open Cup la squadra perse ai quarti di finale contro i Columbus Crew.

## Maglie e sponsor
| Casa | Trasferta |

## Rosa

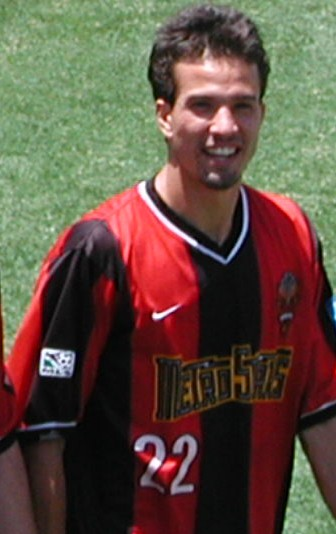
Rodrigo Faria, il capocannoniere della squadra

| N. |                        | Ruolo | Calciatore           |
| -- | ---------------------- | ----- | -------------------- |
| 2  | Stati Uniti (bandiera) | D     | Ted Chronopoulos     |
| 3  | Liberia (bandiera)     | D     | Sam Forko            |
| 4  | Stati Uniti (bandiera) | C     | Brad Davies          |
| 5  | Stati Uniti (bandiera) | D     | Steve Jolley         |
| 6  | Stati Uniti (bandiera) | C     | Jeff Moore           |
| 7  | Stati Uniti (bandiera) | C     | Brian Kamler         |
| 7  | Giamaica (bandiera)    | C     | Andrew Williams      |
| 8  | Ecuador (bandiera)     | C     | Petter Villegas      |
| 8  | Stati Uniti (bandiera) | C     | Mark Lisi            |
| 9  | Messico (bandiera)     | C     | Byron Álvarez        |
| 10 | Stati Uniti (bandiera) | C     | Tab Ramos (capitano) |

| N. |                        | Ruolo | Calciatore       |
| -- | ---------------------- | ----- | ---------------- |
| 11 | Stati Uniti (bandiera) | C     | Ross Paule       |
| 12 | Stati Uniti (bandiera) | D     | Mike Petke       |
| 13 | Stati Uniti (bandiera) | A     | Clint Mathis     |
| 14 | Ghana (bandiera)       | D     | Joe Addo         |
| 15 | Senegal (bandiera)     | A     | Mamadou Diallo   |
| 16 | Giamaica (bandiera)    | D     | Craig Ziadie ()  |
| 18 | Stati Uniti (bandiera) | P     | Tim Howard       |
| 19 | Senegal (bandiera)     | D     | Birahim Diop     |
| 21 | Stati Uniti (bandiera) | D     | Daniel Hernández |
| 22 | Brasile (bandiera)     | A     | Rodrigo Faria    |
| 71 | Colombia (bandiera)    | A     | Diego Serna      |

## Risultati

### U.S. Open Cup
| Arbitro: | Stutts |

|  |           |           |
|  | Marcatori | 76’ Faria |

| Arbitro: | Poeschel |

|           |           |                         |
| Faria 49’ | Marcatori | 34’ McBride 46’ Martino |

## Statistiche

### Statistiche di squadra
| Competizione        | Punti | Totale | Totale | Totale | Totale | Totale | Totale | DR |
| Competizione        | Punti | G      | V      | N      | P      | Gf     | Gs     | DR |
| ------------------- | ----- | ------ | ------ | ------ | ------ | ------ | ------ | -- |
| Major League Soccer | 35    | 28     | 11     | 2      | 15     | 41     | 47     | -6 |
| U.S. Open Cup       | -     | 2      | 1      | 0      | 1      | 2      | 2      | 0  |
| Totale              | -     | 30     | 12     | 2      | 16     | 43     | 49     | -6 |